# Милош Радуновић
Милош Радуновић (Подгорица) српско-црногорски је филмски и ТВ редитељ. 

## Биографија
Отац му је југословенски и црногорски филмски и ТВ продуцент Саво Радуновић.
Дипломирао је филмску режију на Академији уметности у Београду. 
Као асистент или помоћник редитеља учествовао на 40 филмских и тв пројеката. На филму као самостални редитељ дебитује са играним филмом Олуја из 2023 године који је у биоскопима одгледало око 100 000 гледалаца.
Живи на релацији Београд-Подгорица. Ожењен је и је отац троје деце. 

## Режија
- 2015 - 2016 - Српске мистерије

- 2019 - Дојч кафе

- 2019 - Група (ТВ серија)

- 2023 - Олуја

- 2023 - Олуја (ТВ серија)

- 2024 - Недеља, коредитељ

- 2024 - Недеља (ТВ серија)

- 2025 - Убице мог оца

- 2025 - Државни службеник

- 2025 - Везани

## Помоћник или асистент режије
- 2025 - Кофер (филм)

- 2025 - The Islander

- 2025 - Mраз (филм)

- 2024 - Рода (црногорско-албанска копродукција)

- 2021 - После зиме

- 2021 - Небеса (филм)

- 2021 - Александар од Југославије (филм)

- 2021 - Александар од Југославије (ТВ серија)

- 2019 - Група (ТВ серија)

- 2019 - Пет (ТВ серија)

- 2018-2019 - Бисер Бојане (ТВ серија)

- 2018 - Између дана и ноћи

- 2017-2018 - Комшије

- 2017 - Прва тарифа

- 2017 - Бисер Бојане

- 2015 - Брат Дејан

- 2015 - Енклава (филм)

- 2015 - Бићемо прваци света

- 2014 - Ничије дете

- 2013 - Фалсификатор

- 2011 - 2012 - Непобедиво срце

- 2012 - Кад буде, биће

- 2011 - Мали љубавни бог

- 2011 - Локални вампир

- 2010 - Шишање (филм)

- 2009 - Кад на врби роди грожђе

- 2009 - Друг Црни у НОБ-у

- 2008 - Заустави време

- 2007 - 2008 - Вратиће се роде

- 2007 - Позориште у кући

- 2006 - Затамњење

- 2005 - Made in YU

- 1999 - У име оца и сина - клапер